# 上将

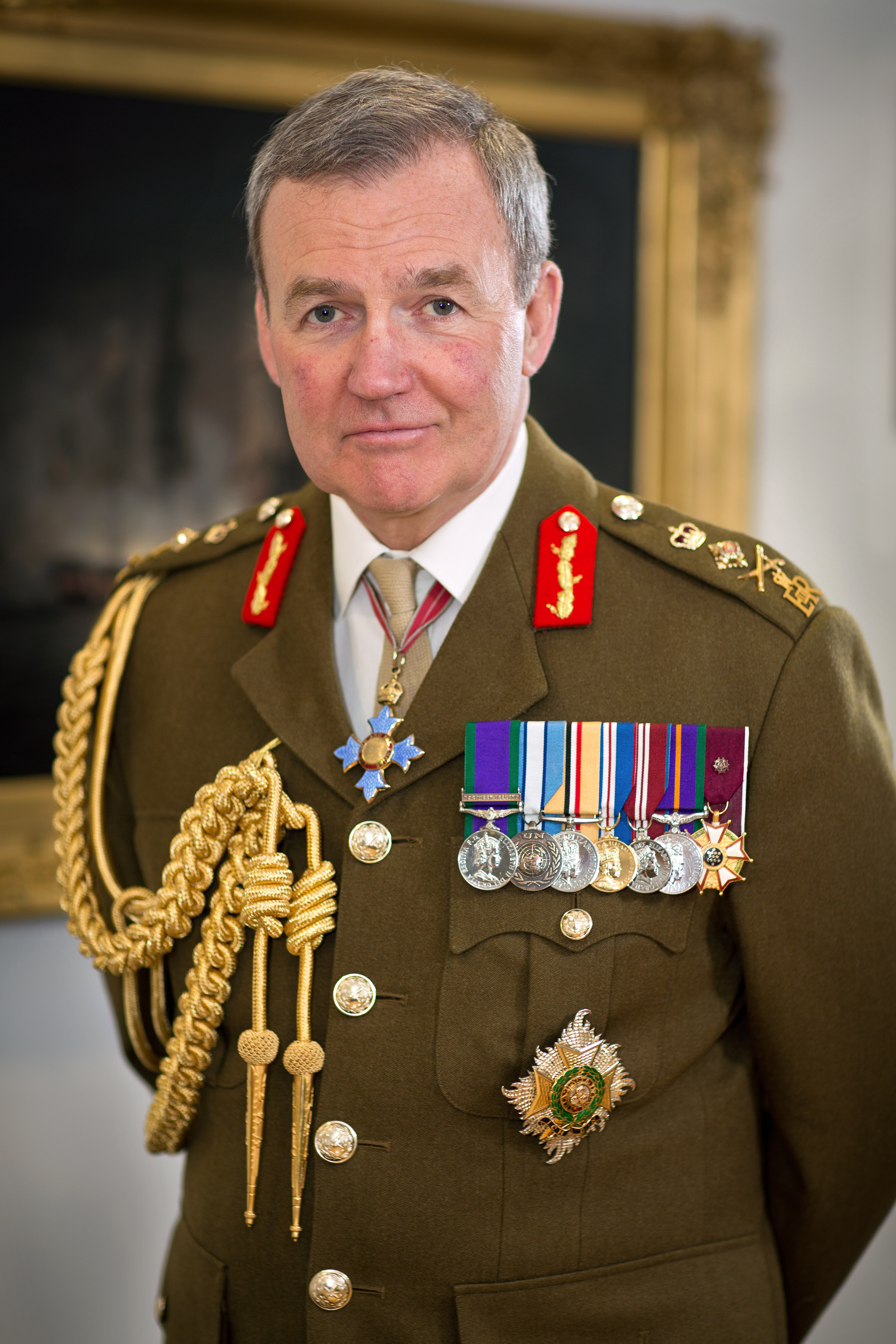
英國陸軍元帥第一代里奇蒙的霍頓男爵尼古拉·霍頓 （攝於2013年，當時仍為上將）

上將（英語：General）是軍階之一種，通常為高級軍事將領，對應北約軍銜等級為OF-9。

## 起源
最初，上将指善于作战的将领。《史记·孙子吴起列传》：“（孙膑语）百里而趣利者蹶上将，五十里而趣利者军半至。”
后来在中國古代的小說中，上將亦可用來稱呼武藝高強的將領。比如《三國演義》第五回：太守韓馥曰：“吾有上將潘鳳，可斬華雄。”

## 全球各國

### 中华人民共和国
中国人民解放军上将现在是中国人民解放军的最高军衔。1955年9月27日授予55位解放軍高級將領上將軍銜，之後又增加兩位，總共57位，稱為「開國上將」，此时上将位于元帅和大将之下、中将之上。1965年，軍銜制被取消。1988年軍銜制恢复后，有152位高级军官警官被授予上将军衔警衔，此时的上将位于一级上将之下、中将之上。1994年取消一级上将后，上将遂成为解放军最高军衔。
含57位开国上将，解放军和武警部队迄今共有208位上将（其中洪学智在1955年和1988年被两次授予上将军衔）。
根据《中国人民解放军军官军衔条例》规定，以下职务等级授予上将军衔：
- （一）中央军事委员会副主席。
- （二）中央军事委员会委员。
- （三）人民解放军总参谋长、总政治部主任。

《军衔条例》还规定，正大军区职等级也可以被授予上将军衔。

#### 1955年军衔制中的上将军衔
1955年9月27日，解放军实行军衔制，授予55位解放軍高級將領上將軍銜；之後又增加兩位，總共57位，稱為「開國上將」，此时上将位于大将之下、中将之上。1965年，軍銜制被取消。
根据1955年颁布的《中国人民解放军军官服役条例》规定，上将军衔共有17种，为步兵上將、騎兵上將、炮兵上將、裝甲兵上將、工程兵上將、鐵道兵上將、通信兵上將、技術勤務兵上將、公安軍上將、空軍上將、海軍上將、海岸上將、技術上將、軍需上將、軍醫上將、獸醫上將、軍法上將。由于中国人民志愿军也授予军衔，则另有志愿军上将。其划分依据复杂，只有军事指挥军官方可获以军兵种之名命名的上将，政治将官、技术将官等均只可获上将之军衔。
1963年修改军官服役条例后，上将不再按照兵种划分，政治军官和指挥军官统一授衔，改为8种上将，即上将、海军上将、空军上将、技术上将、军需上将、军医上将、兽医上将、军法上将，直至1965年军衔制取消。

55式陆军上将肩章
55式海军上将肩章
55式空军上将肩章
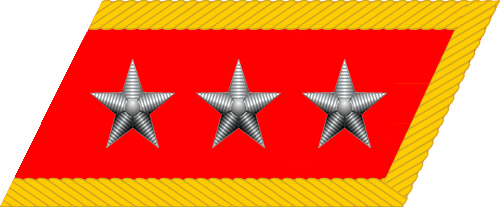
55式陆军上将领章

#### 1988年后上将军衔的授予和晋升
1988年9月，解放军重新实行军衔制。根据新颁布的《中国人民解放军军官军衔条例》规定，最高军衔为“一级上将”，其次为“上将”。可授予上将军衔的职务等级包括军委委员，总参谋长、总政治部主任和大军区级正职，其中军委委员和总参谋长、总政治部主任的基准军衔为上将。条例中并未规定“一级上将”的职务等级，同时规定，“中央军事委员会主席、副主席的职务编制军衔，由全国人民代表大会常务委员会另行规定”。由于当时中央军委主席和副主席均未授予军衔，因此上将军衔成为实际最高军衔。首次授予上将军衔的17名高级将领中，6位担任军委委员和总参谋长，总政治部主任职务，11位担任大军区级正职职务。由于当时规定大军区级正职的基准军衔为中将，因此担任大军区级正职将领并不一定能被授予或晋升上将军衔。
同年12月，武警部队实行警衔制，基本参照解放军军衔执行。由于武警总部编制为兵团级（1992年套改为副大军区级），因此武警部队最高警衔为武警中将。
1993年6月，首次晋升6位高级将领为上将军衔，其中3位已于1992年11月担任军委委员和总参谋长、总政治部主任、总后勤部长职务。
1994年5月，第八届全国人大常委会第七次会议通过《关于修改〈中国人民解放军军官军衔条例〉的决定》，不再设一级上将，并明确规定军委主席不授予军衔，上将为军委副主席，军委委员，总参谋长、总政治部主任唯一的编制军衔，正大军区职编制军衔为上将和中将。从此，上将在法律上成为最高军衔，其授予条件也有所放宽。一旦担任军委副主席，军委委员和总参谋长，总政治部主任职务，即可晋升上将军衔，而且所有正大军区职将领均能晋升上将军衔。
1995年12月，武警部队的编制等级升格为正大军区级，武警警衔的最高等级也相应调整为上将。1998年，武警部队首位高级警官晋升武警上将警衔。
1988年以来，先后举行20次晋升高级军官警官上将军衔警衔仪式，共有148名高级軍官警官为上将军衔警衔。其中包括11名海军上将，13名空军上将（另有1人由上将军衔改为空军上将军衔），6名武警上将（另有1人由上将军衔改为武警上将警衔）。少数民族3名。

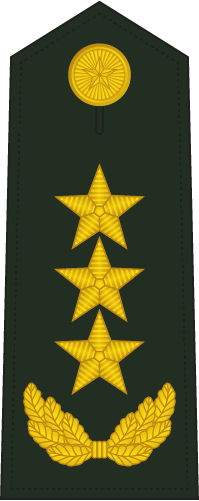
07式陆军上将肩章
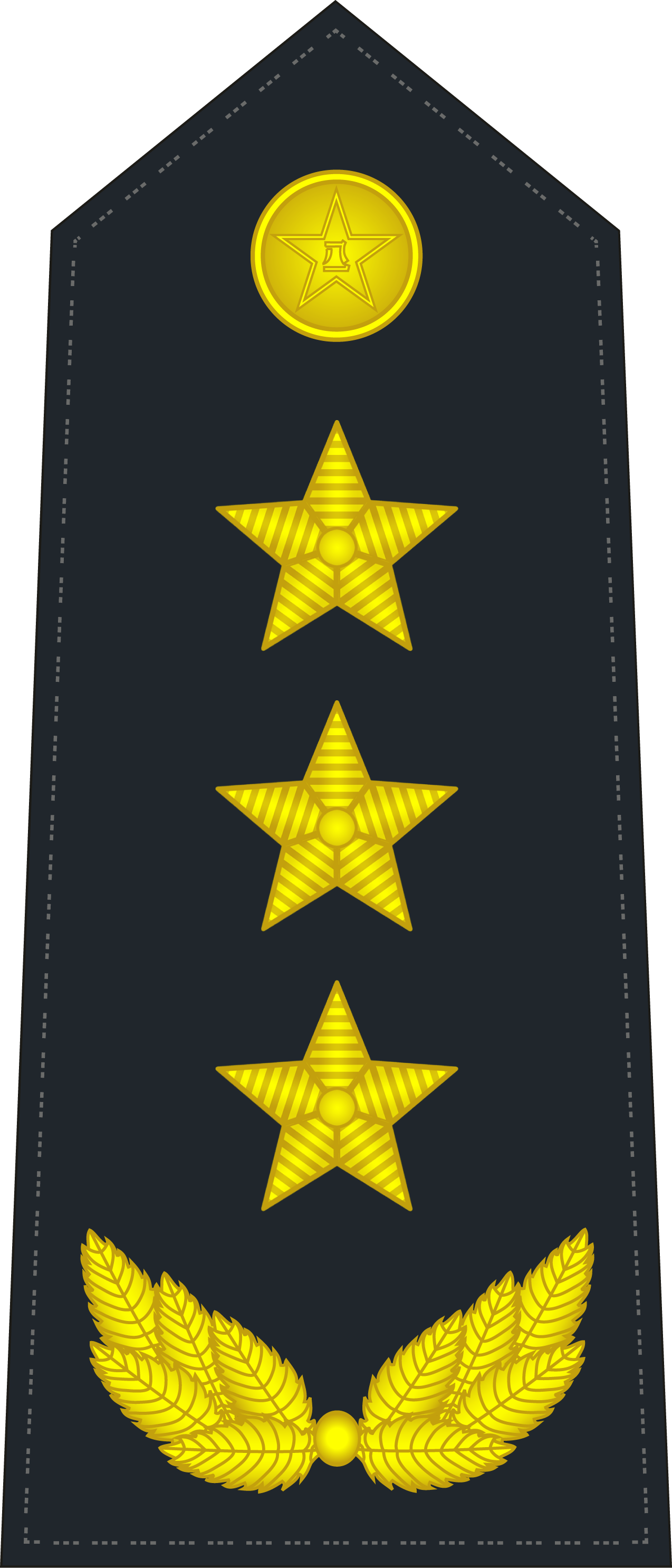
07式海军上将肩章
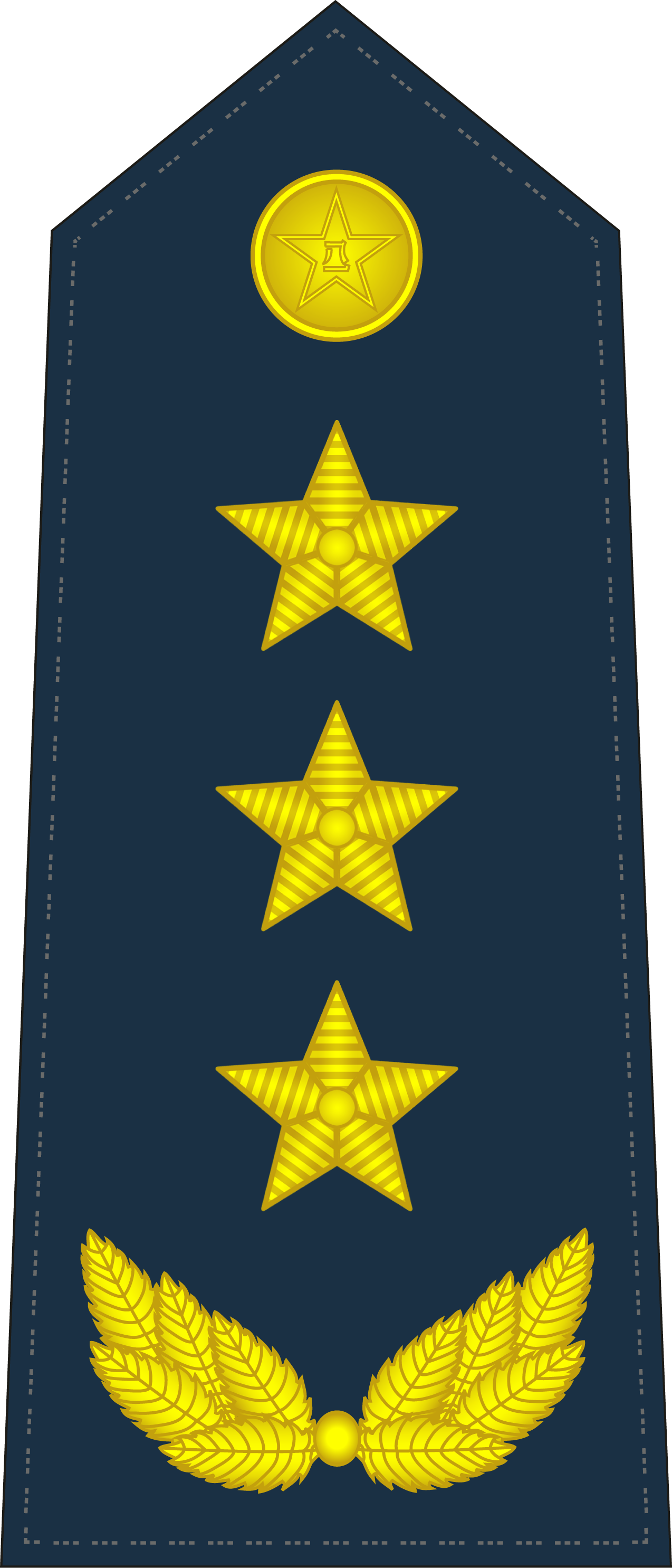
07式空军上将肩章
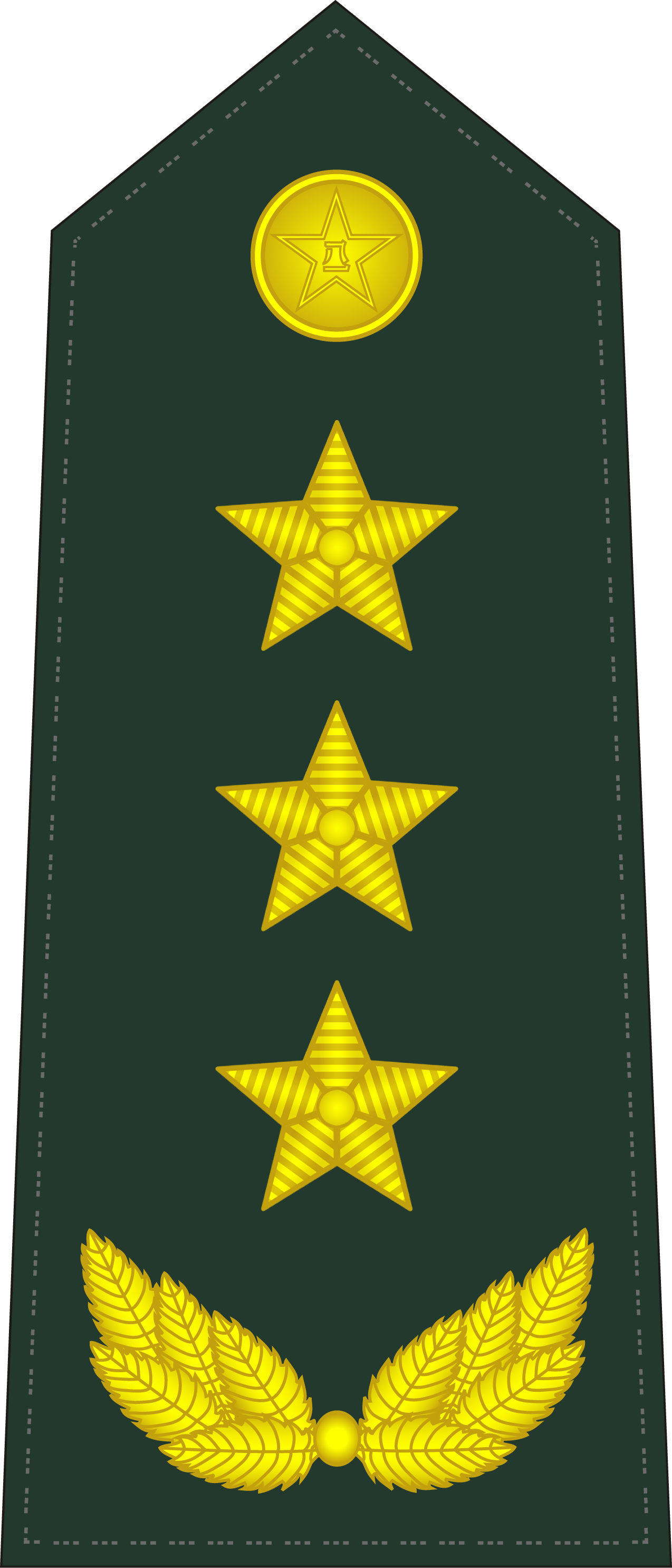
07式武警上将肩章
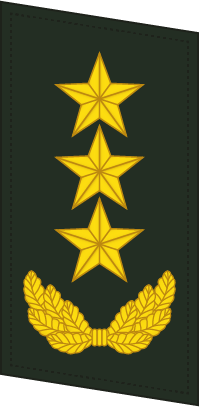
07式陆军上将领章
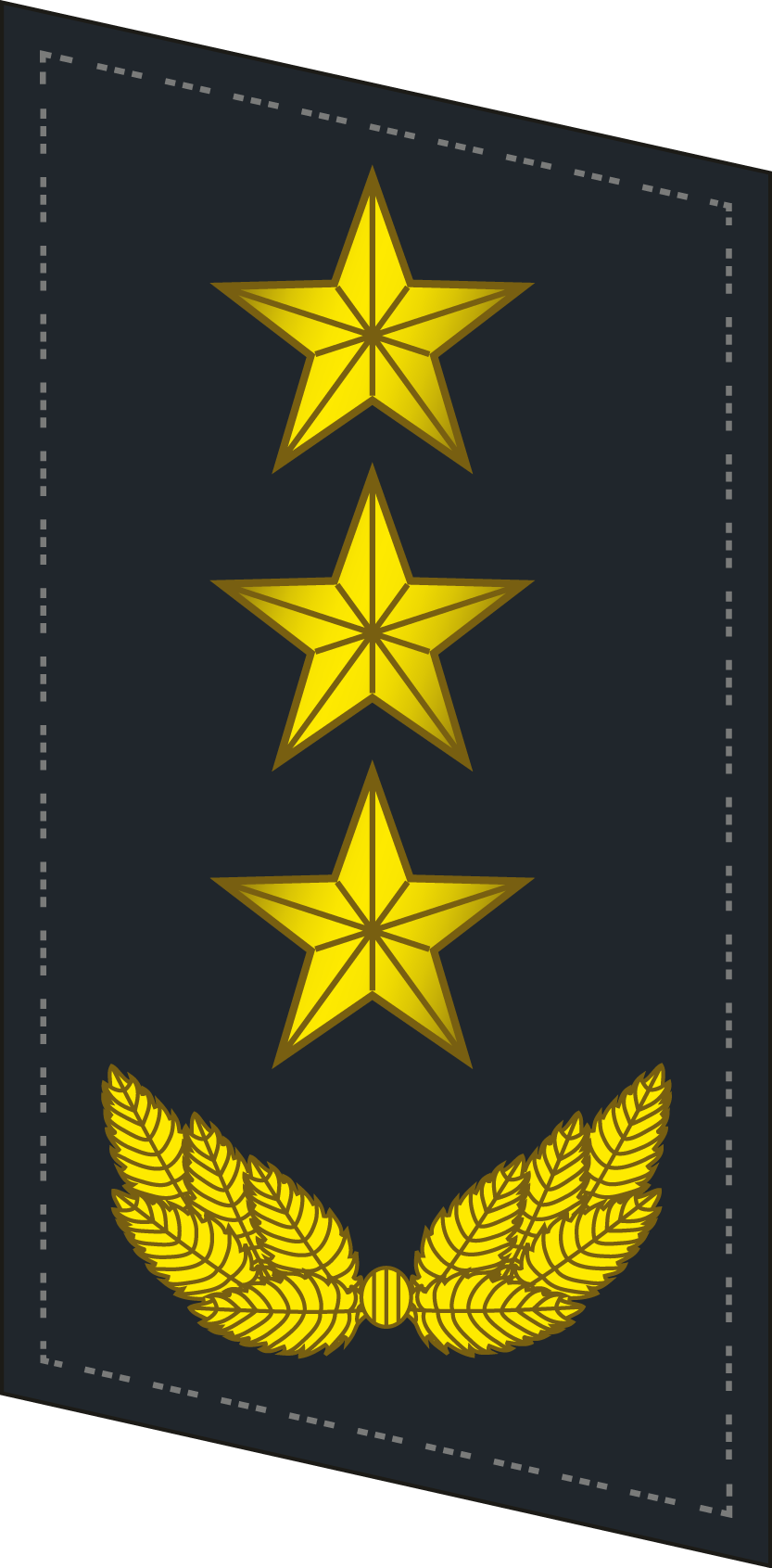
07式海军上将领章
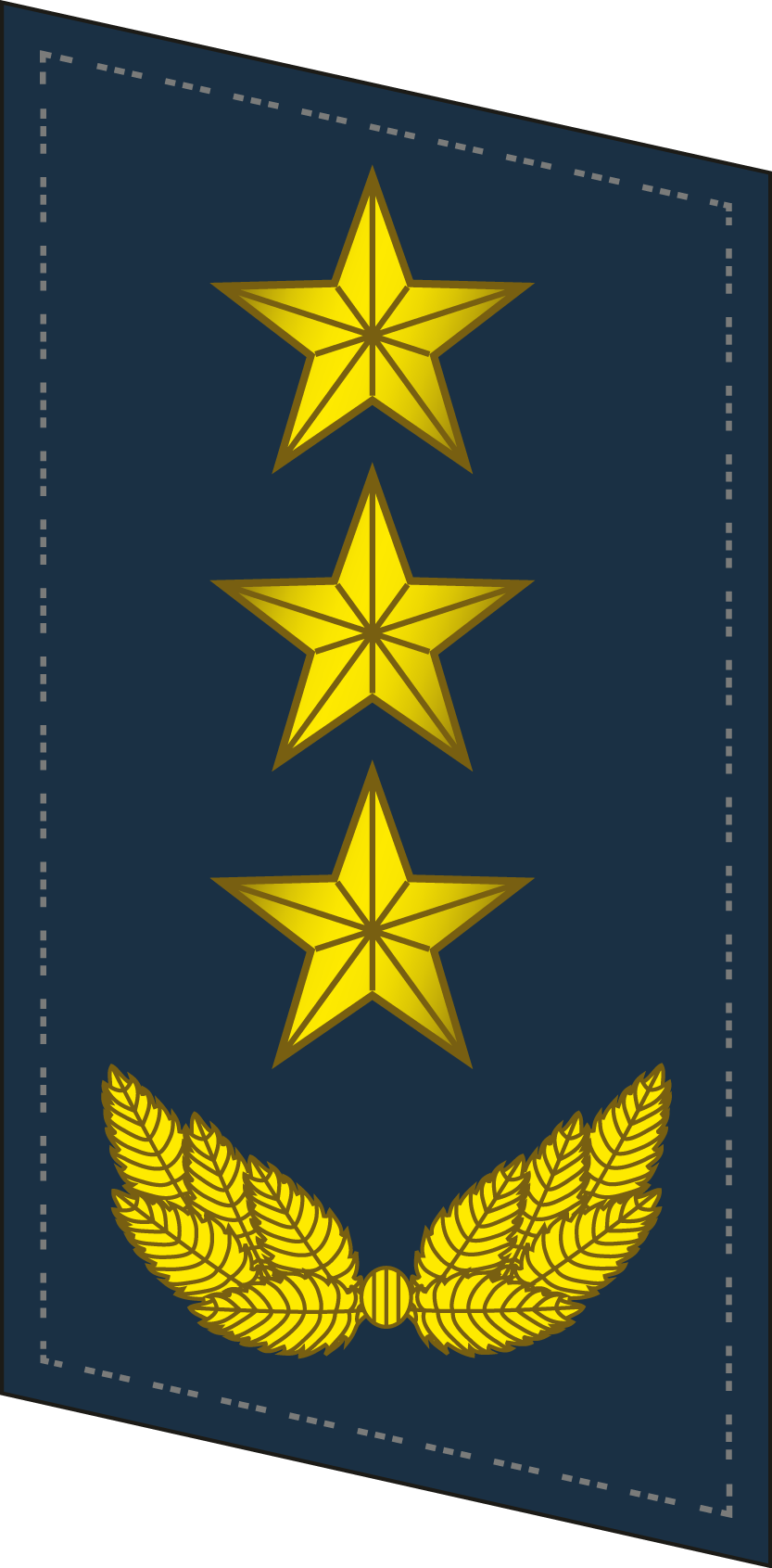
07式空军上将领章
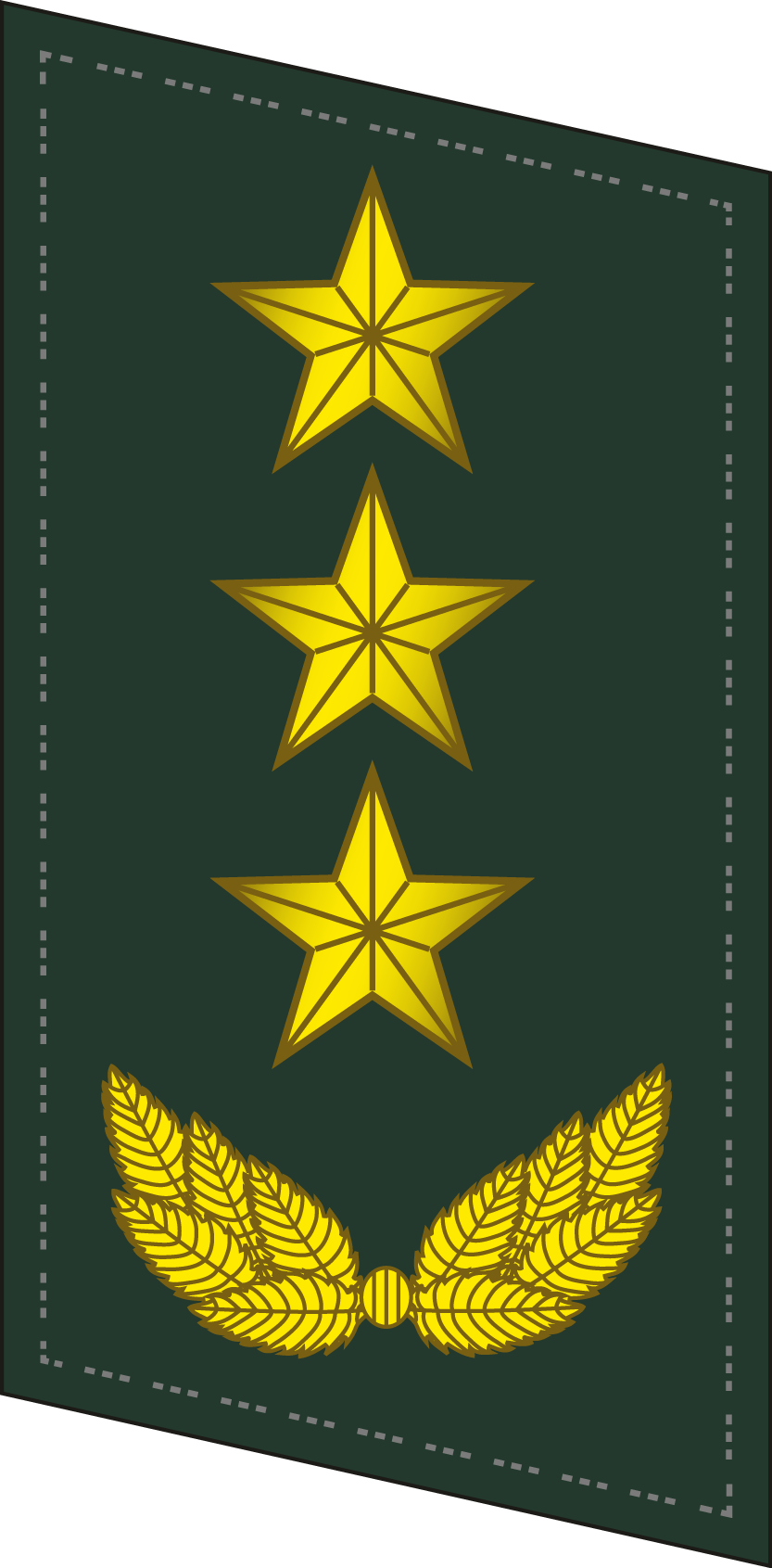
07式武警上将领章

### 中華民國
上將為現制將領最高軍階，於中將之上。上將又分為一級上將與二級上將，在此指二級上將，服現役年齡上限為64歲，除役年齡為70歲。
在國民政府時期，依據當時《陸軍服制條例》附表，一級同二級上將領章都是金面三顆三稜角星，造成軍常服一、二級上將官階不分的情形，靠袖章辨別。行憲後，國軍參考美軍服制修改，二級上將肩、領章為三星。另據2007年公布之《陸海空軍服制條例》附圖，海軍及海軍陸戰隊二級上將肩牌（舊稱肩章）階級排列為三角形。
目前因邁向募兵制度，官階因組織、人事改革而有所調整，國防部二級上將官職如下（不含總統府戰略顧問、國家安全局局長）：
- 1992年7月31日前：陸軍總司令、海軍總司令、空軍總司令、聯勤總司令、警備總司令、副參謀總長兼執行官、副參謀總長、國防部副部長（軍備）、三軍大學校長、總政戰部主任。
- 1992年8月1日起：陸軍總司令、海軍總司令、空軍總司令、聯勤總司令、軍管區暨海巡司令、副參謀總長兼執行官、副參謀總長、三軍大學校長、國防部副部長（軍備）、總政戰部主任。
- 2000年1月28日起：陸軍總司令、海軍總司令、空軍總司令、聯勤總司令、軍管區司令、副參謀總長兼執行官、副參謀總長、三軍大學校長、國防部副部長（軍備）、總政戰部主任。
- 2000年5月8日起：陸軍總司令、海軍總司令、空軍總司令、聯勤總司令、軍管區司令、副參謀總長兼執行官、副參謀總長、國防大學校長、國防部副部長（軍備）、總政戰局主任。
- 2002年3月1日起：陸軍總司令、海軍總司令、空軍總司令、聯勤司令、後備司令、副參謀總長兼執行官、副參謀總長、國防大學校長、國防部副部長（軍備）、總政戰局局長。
- 2006年2月16日起：陸軍司令、海軍司令、空軍司令、聯勤司令、後備司令、副參謀總長兼執行官、副參謀總長、國防大學校長、國防部副部長（軍備）、總政戰局局長。
- 2008年10月1日起：陸軍司令、海軍司令、空軍司令、聯勤司令、副參謀總長兼執行官、副參謀總長、國防大學校長、國防部副部長（軍備）、總政戰局局長。
- 2008年11月1日起：陸軍司令、海軍司令、空軍司令、副參謀總長兼執行官、副參謀總長、國防大學校長、國防部副部長（軍備）、總政戰局局長。
- 2013年1月1日起：參謀總長、陸軍司令、海軍司令、空軍司令、副參謀總長執行官、國防部副部長（軍備）、國防大學校長[1][2][3]。
- 2016年6月1日起：參謀總長、陸軍司令、海軍司令、空軍司令、副參謀總長執行官、國防部副部長（軍備、軍政）、國防大學校長。

中華民國陸軍二級上将肩章
中華民國海軍二級上将袖章、肩章
中華民國海軍陸戰隊二級上将肩章
中華民國空軍二級上将肩章

### 日本
日本自衛隊，陸上幕僚長、海上幕僚長、航空幕僚長及统合幕僚长等職位，相當於他國的上將，肩章為四顆櫻星。

陸上自衛隊幕僚長或統合幕僚長陸將肩章
海上自衛隊幕僚長或統合幕僚長海將甲階級章
海上自衛隊幕僚長或統合幕僚長海將乙階級章
海上自衛隊幕僚長或統合幕僚長海將丙階級章
海上自衛隊幕僚長或統合幕僚長海將略章
航空自衛隊幕僚長或統合幕僚長空將肩章

### 其他国家
欧美大多數国家的军队也有上将。
在美軍的設計中，美國陸軍、美國空軍及美國海軍陸戰隊的上将称为General，海军上将称为Admiral；英国皇家空军上将则称为Air Chief Marshal。
韓國國軍亦設有四星上將，但在朝鮮漢字中表記成「大將」（대장）。可分為陸軍上將（列表）、海軍上將（分類）及空軍上將（分類），陸／海／空軍參謀總長亦由該階級的將領出任。

歐美國家的軍銜中，准將為一星，少將為二星，中將為三星，上將為四星，另有五星上將（元帥），但是戰時才有五星上將
美國陸軍上將肩章（新制服）[4]
美國海軍上將肩章、袖章及配章
美國空軍上將肩章
美國太空軍上將肩章
美國海軍陸戰隊上將肩章
美國海岸防衛隊上將肩章、袖章及配章
美國公共衛生服務軍官團上将将星、肩章和袖标
英國陸軍上將肩章
英國皇家海軍上將肩章及袖章
英國皇家空軍空軍上將(Air chief marshal)肩章及袖章
英國皇家海軍陸戰隊上將肩章
法國陸軍上將肩章
法國海軍上將肩章
法國空軍上將肩章
德國陸軍上將肩章
德國海軍上將肩章
德國空軍上將肩章
俄羅斯陸軍上將肩章
俄羅斯海軍上將肩章
俄羅斯空軍上將肩章
韓國陸軍大將肩章
韓國海軍大將肩章及袖章
韓國空軍大將肩章
義大利陸軍陸軍兵團將軍肩章[5]
義大利海軍上將肩章
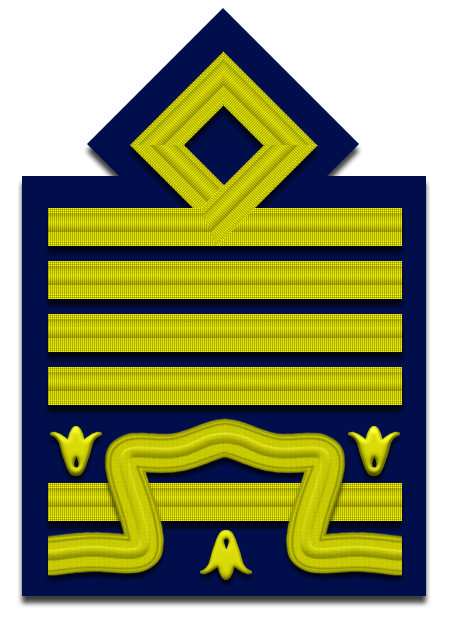
義大利空軍上將袖章
西班牙陸軍（英语：Spanish Army）上將肩章
西班牙海軍上將肩章
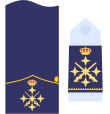
西班牙空軍上將肩章
西班牙空軍上將袖章